# Естафетний біг 4×400 метрів
Естафетний біг 4 × 400 метрів або довга естафета, це легкоатлетичні змагання, в якому команди складаються з чотирьох бігунів, кожен з яких повинен пробігти 400 метрів або одне коло. Традиційно ця дисципліна є останньою в легкоатлетичній програмі. На змаганнях вищого класу перші 500 метрів проходять на бігових доріжках. Таким чином, лінії старту розташовуються на більшій відстані одна від одної, ніж в індивідуальному забігу на 400 метрів; потім бігуни, як правило, рухаються в загальній групі. 
Бігуни в естафеті тримають естафетну паличку, яку вони повинні передавати між партнерами по команді. Бігуни повинні робити це у 20-метровій зоні (зазвичай вона позначена синіми лініями). Перша передача здійснюється в межах зигзагоподібних ліній на доріжці; для другої та третьої передач бігуни, як правило, вишиковуються по трасі, попри те, що бігуни зазвичай бігають один за одним з внутрішньої сторони траси. Це запобігає плутанині та зіткненням під час передачі естафети. На відміну від естафети 4 по 100 метрів, бігуни в естафеті 4 по 400 метрів, як правило, озираються назад і перехоплюють паличку від бігуна, що виходить. Зазвичай це робиться через втому бігуна, що передає естафету, та ширшу зону, завдяки довшій дистанції перегонів. Отже, дискваліфікації трапляється рідко.
Оскільки бігуни набирають швидкість до старту, час окремих спортсменів не можна порівнювати з індивідуальними виступами на 400 метрів. На міжнародному рівні чоловіча збірна США домінувала у цих змаганнях, але робила це у щільному протистоянні з командою Ямайки в 1950-х та Великої Британії в 1990-х. Чинні олімпійські чемпіони серед чоловіків — США.
Згідно з правилами Світової федерації легкої атлетики, світовий рекорд в естафеті може бути встановлений лише за умови, що всі члени команди однієї національності.
Змішані естафети (або мікст) 4 × 400 метрів були представлені на Світових естафетах ІААФ 2017 року, при цьому ІААФ вперше зафіксувала світовий рекорд у цій дисципліні на чемпіонаті світу з легкої атлетики у 2019 році.

## Рекорди
| Світовий рекорд серед чоловіків просто неба | Світовий рекорд серед чоловіків просто неба               | Світовий рекорд серед чоловіків просто неба | Світовий рекорд серед чоловіків просто неба | Світовий рекорд серед чоловіків просто неба |
| Країна                                      | Члени                                                     | Місце                                       | Дата                                        | Час                                         |
| ------------------------------------------- | --------------------------------------------------------- | ------------------------------------------- | ------------------------------------------- | ------------------------------------------- |
| Сполучені Штати Америки                     | Ендрю Валмон, Квінсі Воттс, Батч Рейнольдс, Майкл Джонсон | Штутгарт, Німеччина                         | 22 серпня 1993 року                         | 2: 54,29                                    |

Примітка: ІААФ скасувала час 2: 54,20, встановлений в Юніондейлі 22 липня 1998 року командою Сполучених Штатів (Джером Янг, Антоніо Петтігрю, Тайрі Вашингтон, Майкл Джонсон) 12 серпня 2008 року після того, як Петтігрю визнав використання гормону росту людини та еритропоетин між 1997 та 2003 рр. 
| Світовий рекорд серед чоловіків у приміщенні | Світовий рекорд серед чоловіків у приміщенні                | Світовий рекорд серед чоловіків у приміщенні | Світовий рекорд серед чоловіків у приміщенні | Світовий рекорд серед чоловіків у приміщенні |
| Країна                                       | Члени                                                       | Місце                                        | Дата                                         | Час                                          |
| -------------------------------------------- | ----------------------------------------------------------- | -------------------------------------------- | -------------------------------------------- | -------------------------------------------- |
| Сполучені Штати Америки                      | Амер Латтін, Обі Ігбокве, Джермейн Голт, Кахмарі Монтгомері | Клемсон, Сполучені Штати Америки             | 9 лютого 2019 року                           | 3: 01,51                                     |

Примітка: Час 3:00,77 показаний командою університету Каліфорнії (Зак Шиннік, Рай Бенджамін, Ріккі Морган-молодший, Майкл Норман) на чемпіонаті Національної асоціації студентського спорту у 2018 році в I дивізіоні не був зареєстрований як рекорд, оскільки Бенджамін був громадянином Антигуа і Барбуди, а інші — громадяни США. Американські бігуни Ілоло Ідзу, Роберт Грант, Девін Діксон та Милік Керлі пробігли 3:01,39 у тих самих перегонах, які досі не ратифіковані. 
| Світовий рекорд серед жінок просто неба  | Світовий рекорд серед жінок просто неба                                                                 | Світовий рекорд серед жінок просто неба | Світовий рекорд серед жінок просто неба | Світовий рекорд серед жінок просто неба |
| Країна                                   | Члени                                                                                                   | Місце                                   | Дата                                    | Час                                     |
| ---------------------------------------- | --- | --------------------------------------- | --------------------------------------- | --------------------------------------- |
| Союз Радянських Соціалістичних Республік | Тетяна Ледовська (Білорусь), Ольга Назарова (Росія), Марія Пінігіна (Україна), Ольга Бризгіна (Україна) | Сеул, Південна Корея                    | 1 жовтня 1988 року                      | 3: 15,17                                |

| Світовий рекорд серед жінок у приміщенні | Світовий рекорд серед жінок у приміщенні                        | Світовий рекорд серед жінок у приміщенні | Світовий рекорд серед жінок у приміщенні | Світовий рекорд серед жінок у приміщенні |
| Країна                                   | Члени                                                           | Місце                                    | Дата                                     | Час                                      |
| ---------------------------------------- | --------------------------------------------------------------- | ---------------------------------------- | ---------------------------------------- | ---------------------------------------- |
| Росія                                    | Юлія Гущина, Ольга Котлярова, Ольга Зайцева, Олеся Красномовець | Глазго, Велика Британія                  | 28 січня 2006 року                       | 3: 23,37                                 |

## Найкращі 10 країн

### Чоловіки
- Вірно станом на липень 2021 р. [4] [5]

| Ранг | Час     | Команда                                                                         | Країна                  | Дата                | Місце          | Посилання |
| ---- | ------- | ------------------------------------------------------------------------------- | ----------------------- | ------------------- | -------------- | --------- |
| 1    | 2:54,29 | Ендрю Валмон, Квінсі Воттс, Батч Рейнольдс, Майкл Джонсон                       | Сполучені Штати Америки | 22 серпня 1993 року | Штутгарт       |           |
| 2    | 2:56,60 | Айван Томас, Джеймі Баулч, Марк Річардсон, Роджер Блек                          | Велика Британія         | 3 серпня 1996 року  | Атланта        |           |
| 3    | 2:56,72 | Кріс Браун, Деметріус Піндер, Майкл Метью, Рамон Міллер                         | Багамські Острови       | 10 серпня 2012 року | Лондон         |           |
| 4    | 2:56,75 | Майкл Мак-Дональд, Грегорі Готон, Денні Мак-Фарлейн, Давіан Кларк               | Ямайка                  | 10 серпня 1997 року | Афіни          |           |
| 5    | 2:58,00 | Пйотр Рисюкевіч, Томаш Чубак, Пйотр Гачек, Роберт Мацьков’як                    | Польща                  | 22 липня 1998 року  | Нью-Йорк       |           |
| 6    | 2:58,12 | Джаррін Соломон, Джерем Річардс, Машел Седеніо, Лалонд Гордон                   | Тринідад і Тобаго       | 13 серпня 2017 року | Лондон         |           |
| 7    | 2:58,52 | Жульєн Ватрен, Джонатан Борле, Ділан Борле, Кевін Борле                         | Бельгія                 | 20 серпня 2016 року | Ріо-де-Жанейро |           |
| 8    | 2:58,56 | Еронільде де Араужо, Клаудіней да Сілва, Андерсон душ Сантуш, Сандерлей Паррела | Бразилія                | 30 липня 1999 р     | Вінніпег       |           |
| 9    | 2:58,68 | Клемент Чукву, Джуд Моньє, Сандей Бада, Енефіок Удо-Обонг                       | Нігерія                 | 30 вересня 2000 р   | Сідней         |           |
| 10   | 2:58,96 | Леслі Джоун, Наман Кейта, Стефан Діагана, Марк Ракіль                           | Франція                 | 31 серпня 2003 року | Париж          |           |

### Жінки
- Вірно станом на липень 2021 р. [6] [7]

| Ранг | Час     | Команда                                                                     | Країна                                   | Дата                | Місце        | Посилання |
| ---- | ------- | --------------------------------------------------------------------------- | ---------------------------------------- | ------------------- | ------------ | --------- |
| 1    | 3:15,17 | Тетяна Ледовська, Ольга Назарова, Марія Пінігіна, Ольга Бризгіна            | Союз Радянських Соціалістичних Республік | 1 жовтня 1988 року  | Сеул         |           |
| 2    | 3:15,51 | Денін Говард, Даян Діксон, Валері Бріско-Гукс, Флоренс Гріффіт-Джойнер      | Сполучені Штати Америки                  | 1 жовтня 1988 року  | Сеул         |           |
| 3    | 3:15,92 | Ґезіне Вальтер, Сабіна Буш, Дагмар Нойбауер, Маріта Кох                     | Німецька Демократична Республіка         | 3 червня 1984 р     | Ерфурт       |           |
| 4    | 3:18,38 | Олена Рузіна, Тетяна Алексєєва, Маргарита Пономарьова, Ірина Привалова      | Росія                                    | 22 серпня 1993 року | Штутгарт     |           |
| 5    | 3:18,71 | Розмарі Вайт, Давіта Прендергаст, Новлін Вільямс, Шеріка Вільямс            | Ямайка                                   | 3 вересня 2011 р    | Тегу         |           |
| 6    | 3:20,04 | Крістін Огуруоґу, Мерілін Окоро, Лі Мак-Коннелл, Нікола Сандерс             | Велика Британія                          | 2 вересня 2007 р    | Осака        |           |
| 7    | 3:20,32 | Татяна Коцембова, Мілена Стрнадова, Зузана Моравчікова, Ярміла Кратохвілова | Чехословаччина                           | 14 серпня 1983 року | Гельсінкі    |           |
| 8    | 3:20,92 | Анке Феллер, Ута Ролендер, Аня Рюкер, Грит Бройер                           | Німеччина                                | 10 серпня 1997 року | Афіни        |           |
| 9    | 3:21.04 | Олабісі Афолабі, Фатіма Юсуф, Черіті Опара, Фалілат Огункоя                 | Нігерія                                  | 3 серпня 1996 року  | Атланта      |           |
| 10   | 3:21,21 | Шармейн Крукс, Джилліан Річардсон, Моллі Кіллінгбек, Маріта Пейн            | Канада                                   | 11 серпня 1984 року | Лос-Анджелес |           |

### Змішані
- Вірно станом на липень 2021 р.

| Ранг | Час     | Команда                                                                        | Країна                  | Дата                | Місце      | Посилання |
| ---- | ------- | ------------------------------------------------------------------------------ | ----------------------- | ------------------- | ---------- | --------- |
| 1    | 3:09,34 | Вілберт Лондон, Еллісон Фелікс, Кортні Около, Майкл Черрі                      | Сполучені Штати Америки | 29 вересня 2019 р   | Доха       | [ 8 ]     |
| 2    | 3:11,78 | Нетон Аллен, Ронейша Мак-Грегор, Тіффані Джеймс, Джевон Френсіс                | Ямайка                  | 29 вересня 2019 р   | Доха       | [ 8 ]     |
| 3    | 3:11,82 | Муса Іса, Амінат Джамал, Сальва Насер, Аббас Аббас                             | Бахрейн                 | 29 вересня 2019 р   | Доха       | [ 8 ]     |
| 4    | 3:12,27 | Рабах Юсіф, Зої Кларк, Емілі Даймонд, Мартін Руні                              | Велика Британія         | 29 вересня 2019 р   | Доха       | [ 8 ]     |
| 5    | 3:12,33 | Віктор Сувара, Рафал Омелько, Іга Баумгарт-Вітан, Юстина Швенти-Ерсетиц        | Польща                  | 29 вересня 2019 р   | Доха       | [ 8 ]     |
| 6    | 3:13,57 | Марвін Шлегель, Мануель Сандерс, Рут Софія Спельмейер-Пройс, Корінна Шваб      | Німеччина               | 19 червня 2021 р    | Регенсбург |           |
| 7    | 3:14,06 | Олексій Поздняков, Тетяна Мельник, Аліна Логвієнко, Олександр Погорілко        | Україна                 | 13 червня 2021 року | Ерзурум    |           |
| 8    | 3:14,09 | Імаобонг Нсе Уко, Самсон Огеневегба Натаніель, Пейшенс Окон Джордж, Чіді Окезі | Нігерія                 | 27 червня 2021 року | Лагос      |           |
| 9    | 3:14,22 | Ділан Борле, Ганне Клас, Каміль Ло, Кевін Борле                                | Бельгія                 | 29 вересня 2019 р   | Доха       | [ 8 ]     |
| 10   | 3:14,42 | Стівен Гардінер, Шона Міллер-Уйбо, Антонік Страхан, Майкл Метью                | Багамські Острови       | 23 квітня 2017 р    | Нассау     |           |